# Craugastor glaucus
Craugastor glaucus är en groddjursart som först beskrevs av Lynch 1967.  Craugastor glaucus ingår i släktet Craugastor och familjen Craugastoridae. IUCN kategoriserar arten globalt som akut hotad. Inga underarter finns listade i Catalogue of Life.